# Phraya Manopakorn Nititada

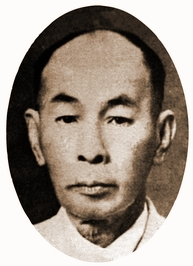
Phraya Manopakorn Nititada

Phraya Manopakorn Nititada (Thai: พระยามโนปกรณ์นิติธาดา, RTGS: Manopakon Nitithada, Aussprache: [pʰráʔjaː mánoːpàkɔːn nítìtʰaːdaː], kurz Phraya Mano(-pakorn); * 15. Juli 1884 in Bangkok als Kon Hutasing; † 1. Oktober 1948 in Penang, Malaysia) war ein thailändischer Jurist, Regierungsbeamter und Politiker. Auf Vorschlag der „Volkspartei“ war er nach dem gewaltlosen Staatsstreich in Siam 1932 der erste Premierminister von Thailand, das zu dieser Zeit noch Siam hieß.

## Frühe Jahre und Ausbildung
Manopakorn wurde in Bangkok als Kon Hutasing geboren. Seine Eltern waren Huad Hutasing und dessen Frau Kaeo. Er heiratete später Nit Samsen, die später Khunying Manopakorn hieß.
Seine Ausbildung begann er an der Schule des Wat Ratchaburana in Bangkok, später an der prestigeträchtigen Suankularb-Wittayalai-Schule, der privaten Assumption-Schule und der Rechtspflegeschule des Justizministeriums. Nachdem er seinen Bachelor-Grad erreicht hatte, erhielt er ein königliches Stipendium für weitere Studien an der Rechtsschule der Anwaltskammer Middle Temple in England.

## Rückkehr nach Siam
Nach seiner Rückkehr nach Thailand arbeitete er zunächst im Justizministerium und erhielt den feudalen Ehrentitel Luang Praditpicharnkarn (Thai: หลวง ประดิษฐ์พิจารณ์การ). Aufgrund seiner Leistungen verlieh ihm der König später den Titel Phraya Manopakorn Nititada und machte ihn zum Justizminister. 1918 berief ihn König Vajiravudh (Rama VI.) in seinen Kronrat.

## Premierminister
Nach dem gewaltlosen Staatsstreich im Juni 1932 mit dem Ziel, Siam in eine konstitutionelle Monarchie zu verwandeln, wurde Manopakorn auf Vorschlag von Pridi Phanomyong am 28. Juni 1932 um 14.00 Uhr aufgrund des Gesetzes zur Übergangsverwaltung des Königreichs Siam zum Präsidenten des Volkskomitees ernannt und fungierte so als eine Art Premierminister von Siam. Die Khana Ratsadon hatte zwar den Putsch zur Einführung einer Konstitutionellen Monarchie geplant und ausgeführt, doch wollte sie nicht den Eindruck erwecken, dies im eigenen Interesse geleistet zu haben. Deshalb wählte man den neutralen und angesehenen Manopakorn zum Präsidenten des Volkskomitees aus. Seine Aufgabe bestand in der Abfassung einer Verfassung für Siam. Am 10. Dezember des Jahres wurde die von König Prajadhipok abgesegnete neue Verfassung verkündet. Am selben Tag wurde Manopakorn, der zunächst als provisorischer Premier formal zurückgetreten war, zum ersten Premierminister unter dieser Verfassung ernannt. Heute erinnert der Verfassungstag von Thailand an den seinerzeit erfolgten Übergang von der Absoluten zur Konstitutionellen Monarchie in Siam.
Die Regierung von Manopakorn war gekennzeichnet von schwierigen wirtschaftlichen Verhältnissen. Zur Hälfte bestand das Kabinett aus Mitgliedern der Khana Ratsadon, der Rest waren Fachleute aus der Beamtenschaft und dem Militär. Die Regierung wurde auch durch Konflikte zwischen den Kabinettsmitgliedern belastet. Insbesondere nachdem Pridi dem König Prajadhipok einen Plan zur wirtschaftlichen Entwicklung Siams vorgelegt hatte, den dieser rundweg als „kommunistisch“ ablehnte, nahmen die Spannungen zwischen den Befürwortern und Gegnern des Plans (und auch von Pridi) zu. Auch Manopakorn wandte sich gegen den Plan und versuchte Pridi kaltzustellen, indem er das Kabinett auflöste. Auch erklärte er einige Artikel der Verfassung für „vorübergehend ungültig“ und setzte die Sitzungen des Volkskomitees und die Gerichtsarbeit aus. Diese Ereignisse werden auch als „kalter Putsch“ oder „April-Putsch“ (Thai: รัฐประหารในประเทศไทย เมษายน พ.ศ. 2476) bezeichnet. Pridi floh nach Frankreich.
Am 1. April 1933 wurde das Parlament per königlichem Dekret von König Prajadhipok aufgelöst und Manopakorn erneut zum Premierminister bestellt. Er erließ ein Gesetz gegen den Kommunismus, das es ihm ermöglichte, dem Kommunismus nahestehende Personen verhaften zu lassen. Dies betraf die gesamte Spitze der Kommunistischen Partei Siams. Die Pressefreiheit zu beschnitten, Pressezensur eingeführt und zahlreiche Zeitungen und Druckwerke verboten. Am 16. Juni 1933 traten Phraya Phahon Phonphayuhasena, der starke Mann des militärischen Flügels der Khana Ratsadon, und drei weitere hohe Militärs aus „gesundheitlichen Gründen“ von ihren Kabinettsämtern zurück.

## Sturz und Exil
Phraya Manopakorn blieb bis 20. Juni 1933 im Amt, als Phahon abermals einen unblutigen Staatsstreich durchführte. Phraya Manopakorn wurde nach Penang ins Exil geschickt. Er lebte dort bis zu seinem Tod am 1. Oktober 1948.